# Enrique Silva Cimma

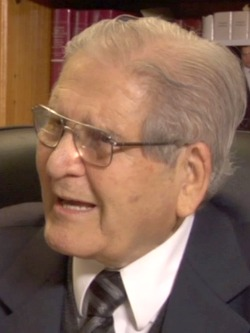
Enrique Silva Cimma

Enrique Silva Cimma (* 11. November 1918 in Iquique, Chile; † 14. Juli 2012 in Santiago de Chile) war ein chilenischer Jurist und Politiker (Radikale Partei). Von 1983 bis 1990 war Silva Cimma Vorsitzender der Partido Radical Social Demócrata, seit 1998 war er Senator. Von 1990 bis 1994 war er Außenminister von Chile.